# Sancey-le-Grand
Sancey-le-Grand är en kommun i departementet Doubs i regionen Bourgogne-Franche-Comté i östra Frankrike. Kommunen ligger i kantonen Clerval som tillhör arrondissementet Montbéliard. År 2013 hade Sancey-le-Grand 930 invånare.

## Befolkningsutveckling
Antalet invånare i kommunen Sancey-le-Grand
Referens:INSEE